# Adam Skoczylas (inżynier)
Adam Bronisław Skoczylas (ur. 2 stycznia 1925 w Ostrowcu Świętokrzyskiem, zm. 19 grudnia 2017) – polski inżynier chemik. Absolwent z 1956 Politechniki Wrocławskiej. Doktorat obronił w 1965, habilitację uzyskał w 1976. Od 1994 profesor na Wydziale Chemicznym Politechniki Wrocławskiej. Odznaczenia: Złota Odznaka Politechniki Wrocławskiej (1971), Złoty Krzyż Zasługi (1977), Medal Komisji Edukacji Narodowej (1980) i Krzyż Kawalerski Orderu Odrodzenia Polski (1988).
Został pochowany na Cmentarzu Świętej Rodziny we Wrocławiu.

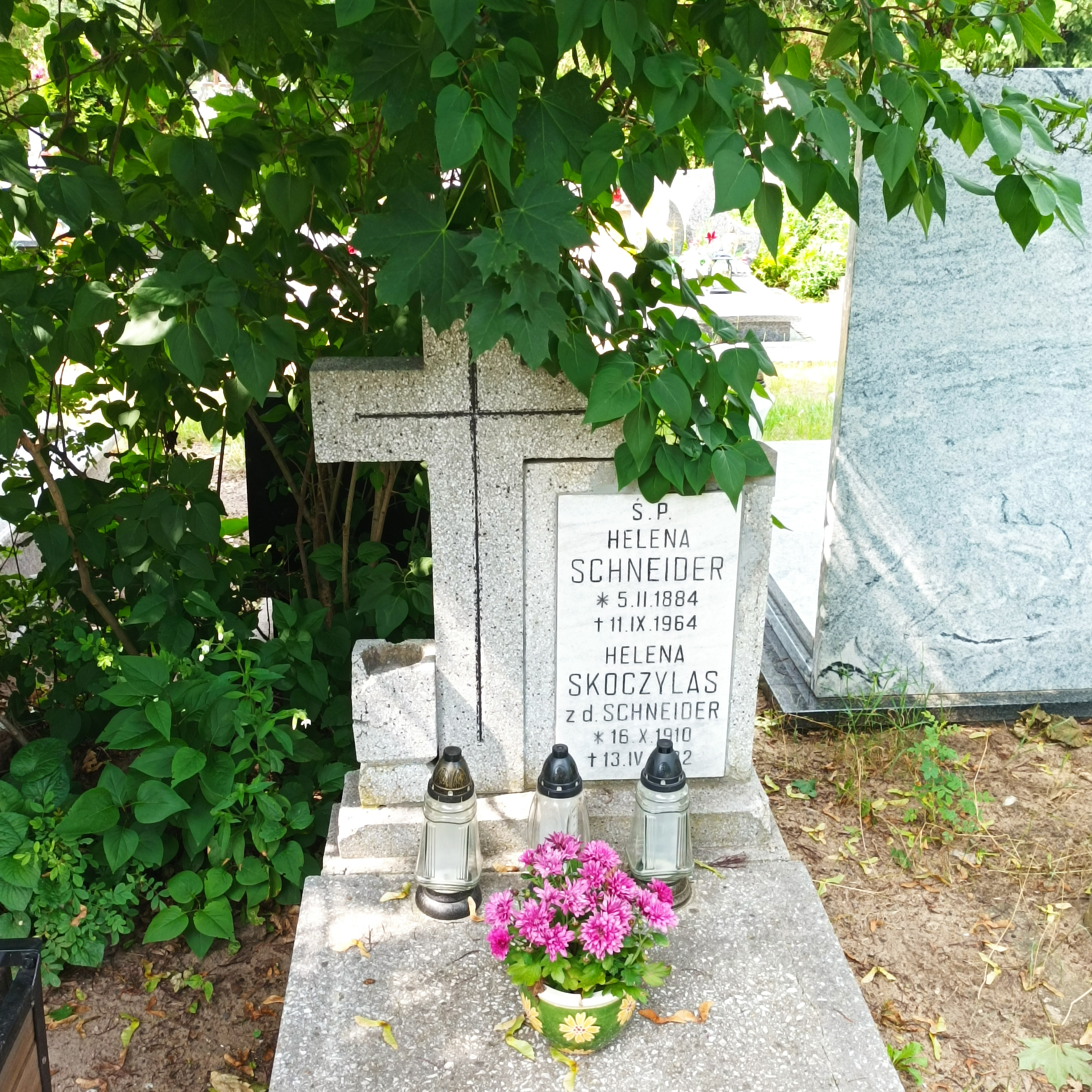
Grób prof. Adama Skoczylasa na Cmentarzu Świętej Rodziny